# Ичихара
Ичихара (јап. 市原市) град је у Јапану у префектури Чиба. Према попису становништва из 2005. у граду је живело 280.241 становника.

## Становништво
Према подацима са пописа, у граду је 2005. године живело 280.241 становника.
| 1995.   | 2000.   | 2005.   |
| ------- | ------- | ------- |
| 277.061 | 278.218 | 280.241 |

## Спорт
Ичихара има фудбалски клуб Џеф јунајтед Чиба.